# Communauté de communes du canton de Lorris
La communauté de communes du canton de Lorris est une ancienne communauté de communes du département du Loiret en région Centre-Val de Loire en France.

## Historique
- 26 décembre 1997 : création de la communauté de communes.
- 1er janvier 2013 : intégration de Châtenoy[1].

Dans une perspective de renforcement des intercommunalités, la loi du 7 août 2015 portant nouvelle organisation territoriale de la République, dite loi NOTRe , augmente le seuil démographique minimal de 5 000 à 15 000 habitants, sauf exceptions. Le Schéma départemental de coopération intercommunale du Loiret est arrêté sur ces bases le 30 mars 2016 et prévoit la fusion des communautés de communes du canton de Lorris, du canton de Châtillon-Coligny et du Bellegardois. Sur les 38 communes constituant le regroupement, 5 émettent un avis défavorable (Mézières en Gâtinais, Moulon, Quiers-sur-Bezonde, Pressigny-les-Pins et Montereau) soit 2 748 habitants. Toutefois l'accord des communes sur la fusion proposée ayant été exprimé par la moitié au moins des conseils municipaux concernés, représentant la moitié au moins de la population totale du groupement, la fusion est prononcée par arrêté du 19 septembre 2016 avec effet au 1er janvier 2017, date à laquelle disparaît donc la communauté de communes du canton de Lorris.

## Composition
Elle est composée des quatorze communes suivantes (composition identique à celle du canton de Lorris en dehors de Châtenoy) :
| Nom                         | Code Insee | Gentilé           | Superficie (km2) | Population (dernière pop. légale) | Densité (hab./km2) |
| --------------------------- | ---------- | ----------------- | ---------------- | --------------------------------- | ------------------ |
| Lorris (siège)              | 45187      | Lorrissois        | 44,91            | 2 951 (2014)                      | 66                 |
| Chailly-en-Gâtinais         | 45066      | Calliaciens       | 18,37            | 712 (2014)                        | 39                 |
| Châtenoy                    | 45084      | Castelneuviens    | 25,84            | 468 (2014)                        | 18                 |
| Coudroy                     | 45107      | Coudroyens        | 14,73            | 345 (2014)                        | 23                 |
| La Cour-Marigny             | 45112      | Curti-Marignacais | 13,43            | 332 (2014)                        | 25                 |
| Montereau                   | 45213      | Monterelais       | 50,12            | 616 (2014)                        | 12                 |
| Noyers                      | 45230      | Nucériens         | 18,06            | 782 (2014)                        | 43                 |
| Oussoy-en-Gâtinais          | 45239      | Oussoyens         | 23,23            | 414 (2014)                        | 18                 |
| Ouzouer-des-Champs          | 45242      | Oratoriens        | 11,32            | 262 (2014)                        | 23                 |
| Presnoy                     | 45256      | Presnoyens        | 7,72             | 246 (2014)                        | 32                 |
| Saint-Hilaire-sur-Puiseaux  | 45283      | Hilairois         | 11,34            | 169 (2014)                        | 15                 |
| Thimory                     | 45321      | Thimoriens        | 12,37            | 740 (2014)                        | 60                 |
| Varennes-Changy             | 45332      | Varennois         | 29,77            | 1 492 (2014)                      | 50                 |
| Vieilles-Maisons-sur-Joudry | 45334      | Vetula-Domussiens | 16,46            | 649 (2014)                        | 39                 |

## Compétences
- Aménagement de l'espace communautaire
- Développement et aménagement économique
- Développement et aménagement social et culturel
- Protection et mise en valeur de l'environnement
- Sanitaires et social

## Adresse
Parc d'activités du Pays de Lorris 

45260 Lorris

## Identification
Identification SIREN : 244500278